# Национальный музей естественной истории (Болгария)
Национальный музей естественной истории (болг. Национален природонаучен музей, сокр. НПМ) — Болгарский музей естественной истории. Музей расположен в Софии, рядом с русской церковью. Основан в 1889 году и связан с деятельностью болгарской Академии наук. Является первым и крупнейшим музеем такого рода на Балканах.
Коллекция музея насчитывает более 400 чучел млекопитающих, более 1200 видов птиц, сотни тысяч насекомых и других беспозвоночных, а также около четверти всех видов полезных ископаемых Болгарии.

## История
Был основан в 1889 году как музей естественной истории князем Болгарии Фердинандом с помощью иностранных и болгарских специалистов, включая Ивана Буреша, директора музея с 1913 по 1947 год.
В начале Второй мировой войны коллекции музея были эвакуированы. В 1944 году здание музея было разрушено во время американской бомбардировки Софии. За 1946—1947 годы здание было восстановлено.
В 1947 году музей стал частью Зоологического института болгарской Академии наук. В 1974 году музей стал отдельным научным учреждением болгарской Академии наук.

## Деятельность
Помимо музейных мероприятий, связанных с пополнением и сохранением коллекций, музей ведет научно-исследовательскую работу, связанную с изучением биоресурсов страны, ее геологии, экологии и охраны окружающей среды. С 1989 года музей издает журнал «История природы Болгарии». В музее работает болгарское орнитологическое общество и группа по исследованию и сохранению летучих мышей.

## Отделы

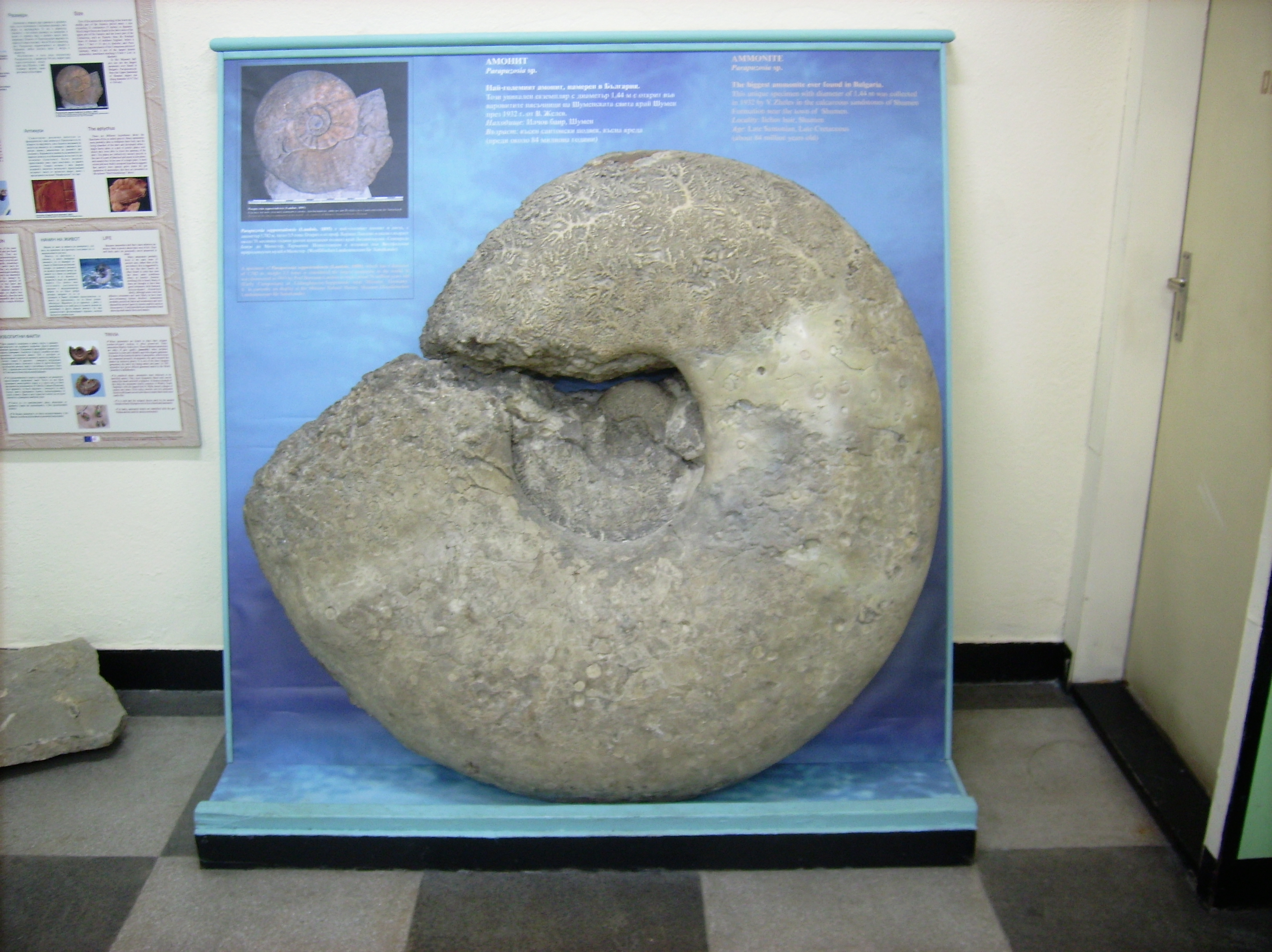
Окаменевшая раковина аммонита. Найдена в Болгарии в 1932 году. Возраст около 84 мл. лет. Диаметр — 1,44 м.

В состав болгарского Национального музея естественной истории входят следующие научные отделы:
- Современных и ископаемых млекопитающих;
- Ископаемых и современных птиц;
- Рыб;
- Амфибий и рептилий;
- Насекомых;
- Не-насекомых беспозвоночных;
- Ископаемых беспозвоночных;
- Минералов и горных пород;
- Растений.

## Экспозиция
Музей расположен на четырех этажах здания. На первом этаже представлены экспонаты неживой природы — горные породы и минералы. На втором этаже можно познакомиться с богатством живой природы страны. На третьем этаже работает выставка чучел современных млекопитающих. Интересны чучела крупных млекопитающих — зубра и медведя. Диорама 1937 года воссоздает сцены из жизни крупных хищников в экваториальных лесах Америки и Азии. В зале рыб представлены диорамы «Черноморская ихтиофауна» и «Коралловый риф у берегов острова Куба».

## Руководство
Директорами музея в разное время были:
- Иван Буреш (1914—1947)
- Иван Костов (геолог) (1974—1988)
- Петър Берон (политик) (1993—2005)
- Алекси Попов (2005—2011)
- Николай Спасов (c 2011 г.)